# Lettera Gemlich
La lettera Gemlich è un dattiloscritto autografo di Adolf Hitler datato 16 settembre 1919. Il suo nome deriva dal destinatario della lettera, tale Adolf Gemlich, che era un superiore di Hitler. Hitler rispose ad una richiesta di chiarimento avanzata da Gemlich al diretto suo superiore, il capitano Karl Mayr, che lo incaricò ufficialmente di spiegare la posizione ufficiale dell'esercito sulla cosiddetta "Questione Ebraica" Nel 2011 una delle due copie esistenti, probabilmente l'unica originale, è stata acquistata per 150.000 dollari dal Centro Simon Wiesenthal ed è stata esposta al Museo della tolleranza di Los Angeles a luglio 2011.

## Antefatti
La lettera nasce dalla partecipazione di Hitler, in quel periodo soldato nella Reichswehr, ad un raduno del Partito dei Lavoratori Tedeschi, un movimento di estrema destra. Alcuni giorni prima, esattamente il 12 settembre, Hitler era stato inviato dal proprio superiore come uditore all'ennesimo raduno serale del minuscolo partito (Hitler, nel Mein Kampf scrisse, in seguito, che quella sera erano presenti in sala 43 spettatori in tutto e 17 relatori), quand'ebbe un acceso diverbio con un professore di scuola secondaria che aveva tenuto un discorso filomonarchico, antiprussiano e separatista. I vertici del partito, notata l'abilità oratoria del futuro dittatore, gli avevano chiesto di unirsi a loro ed Hitler aveva riportato la proposta ai suoi superiori, ottenendone il consenso. Il futuro dittatore si iscrisse al fine di infiltrarsi per passare informazioni al servizio segreto dell'allora Repubblica di Weimar, insospettito dal fiorire di movimenti di quel tipo.

## La lettera
La lettera tratta temi antisemiti, in cui l'ormai trentenne Hitler spiega al proprio comandante i motivi per cui conviene attaccare e condannare gli ebrei. L'importanza del documento è dovuta al fatto che si tratta del primo testo antisemita scritto da Hitler, molti anni prima del Mein Kampf, ma dal quale già traspare il fondamento della sua ideologia politica.

## Il testo della lettera
Il testo, dattiloscritto con una macchina da scrivere di proprietà dell'esercito tedesco, ed autografato a penna da Hitler in persona, si compone di una pagina (due facciate) fittamente riempite di un testo pomposo e pseudoscientifico, ripetitivo, pedante e di difficile lettura (periodi troppo lunghi e sintatticamente poco collegati, oltre alla presenza di qualche errore grammaticale). Lo stile anticipa quello tipico del Mein Kampf, con abbondanza di rimandi storici non consoni. Nel complesso, il testo risulta un'accozzaglia di farneticazioni, peraltro condivise da gran parte degl'ufficiali dell'esercito bavarese (mentre era scarso il seguito nell'alto comando prussiano). Sono accennati i concetti espressi dagli ultranazionalisti tedeschi e dagli alti vertici delle forze armate circa una fantomatica e presunta "congiura ebraica" che portò alla sconfitta tedesca nella Prima guerra mondiale, causata da politici (civili) indicati, al tempo, con l'appellativo di "Criminali di novembre" che inflissero una "Pugnalata alle spalle" ai combattenti al fronte. Va ricordato, altresì, che Hitler, su incarico del suo superiore (e pur egli antisemita) Mayr, aveva seguito un corso d'indottrinamento anticomunista, anticapitalista ed antiebraico e di oratoria tenuto presso la "Reale Scuola Militare" di Monaco di Baviera tra il dicembre 1918 e l'aprile 1919, da cui ne era uscito con un diploma di "esperto".

### Il testo
"Monaco, li 16. Setembre. 1919
Stimato Signor Gemlich,
Il pericolo rappresentato dagli ebrei per il nostro popolo oggi trova espressione nell'innegabile avversione di ampi strati del nostro popolo. La causa di questa avversione non va ricercata in un chiaro riconoscimento dell'effetto consciamente o inconsciamente sistematico e pernicioso degli ebrei come totalità sulla nostra nazione. Nasce piuttosto per lo più dal contatto personale e dall'impressione personale che il singolo ebreo lascia quasi sempre sfavorevole. Per questo motivo, l'antisemitismo è troppo facilmente caratterizzato come un mero fenomeno emotivo. Eppure questo non è corretto. L'antisemitismo come movimento politico non può e non può essere definito da impulsi emotivi, ma dal riconoscimento dei fatti. I fatti sono questi: primo, l'ebraismo è assolutamente una razza e non un'associazione religiosa. Anche gli ebrei non si designano mai come ebrei tedeschi, ebrei polacchi o ebrei americani, ma sempre come ebrei tedeschi, polacchi o americani. Gli ebrei non hanno mai adottato molto di più della lingua delle nazioni straniere tra le quali vivono. Un tedesco che è costretto ad usare la lingua francese in Francia, l'italiano in Italia, il cinese in Cina non diventa per questo francese, italiano o cinese. È lo stesso con l'ebreo che vive in mezzo a noi ed è costretto a servirsi della lingua tedesca. Non diventa così un tedesco. Né la fede mosaica, così importante per la sopravvivenza di questa razza, risolve la questione se qualcuno sia ebreo o non ebreo. Difficilmente esiste una razza i cui membri appartengano esclusivamente a una sola religione definita.
Attraverso migliaia di anni di incroci consanguinei, gli ebrei in generale hanno mantenuto la loro razza e le loro peculiarità molto più distintamente di molti dei popoli tra i quali hanno vissuto. E da qui deriva il fatto che vive tra noi una razza aliena non tedesca che non vuole né può sacrificare il suo carattere razziale o negare il suo sentimento, pensiero e impegno. Tuttavia, possiede tutti i diritti politici che abbiamo noi. Se l'ethos degli ebrei si rivela nel regno puramente materiale, è ancora più chiaro nel loro pensiero e impegno. La loro danza intorno al vitello d'oro sta diventando una lotta spietata per tutti quei beni che apprezziamo di più sulla terra.
Il valore dell'individuo non è più deciso dal suo carattere o dall'importanza delle sue conquiste per la totalità, ma esclusivamente dall'entità della sua fortuna, dal suo denaro.
L'altezza di una nazione non si misura più dalla somma delle sue forze morali e spirituali, ma piuttosto dalla ricchezza dei suoi beni materiali.
Questo pensare e lottare per il denaro e il potere, e i sentimenti che ne derivano, servono agli scopi dell'ebreo che è senza scrupoli nella scelta dei metodi e spietato nel loro impiego. Negli stati governati in modo autocratico si lamenta per il favore di "Sua Maestà" e ne abusa come una sanguisuga attaccata alle nazioni. Nelle democrazie gareggia per il favore delle masse, si fa piccolo davanti alla "maestà del popolo" e riconosce solo la maestà del denaro.
Distrugge il carattere dei principi con l'adulazione bizantina, l'orgoglio nazionale (la forza di un popolo), con il ridicolo e l'educazione spudorata alla depravazione. Il suo metodo di battaglia è quell'opinione pubblica che non si esprime mai sulla stampa ma che ne è comunque gestita e falsificata. Il suo potere è il potere del denaro, che si moltiplica nelle sue mani senza sforzo e all'infinito attraverso l'interesse, e che costringe i popoli sotto il più pericoloso dei gioghi. Il suo scintillio dorato, così attraente all'inizio, nasconde le tragiche conseguenze finali. Tutto ciò che gli uomini perseguono come un obiettivo più alto, sia esso religione, socialismo, democrazia, per l'ebreo significa solo un fine, il modo per soddisfare la sua brama di oro e dominio.
Nei suoi effetti e conseguenze è come una tubercolosi razziale delle nazioni.
La deduzione da tutto ciò è la seguente: un antisemitismo basato su motivi puramente emotivi troverà la sua massima espressione nella forma del pogrom. Un antisemitismo basato sulla ragione, però, deve portare a una sistematica lotta legale e all'eliminazione dei privilegi degli ebrei, ciò che distingue gli ebrei dagli altri stranieri che vivono in mezzo a noi (una legge sugli stranieri). L'obiettivo ultimo [di tale legislazione] deve, tuttavia, essere l'irrevocabile rimozione degli ebrei in generale. Per entrambi questi fini è necessario un governo di forza nazionale, non di debolezza nazionale.
La Repubblica in Germania deve la sua nascita non all'uniforme volontà nazionale del nostro popolo, ma all'astuta strumentalizzazione di una serie di circostanze che trovarono espressione generale in un profondo, universale malcontento. Queste circostanze tuttavia erano indipendenti dalla forma dello stato e sono ancora operative oggi. Anzi, ora più che prima. Pertanto, gran parte della nostra gente riconosce che una forma di stato modificata non può di per sé cambiare la nostra situazione. Per questo ci vorrà una rinascita dei poteri morali e spirituali della nazione.
E questa rinascita non può essere avviata da una leadership statale di maggioranze irresponsabili, influenzate da certi dogmi di partito, da una stampa irresponsabile o da frasi e slogan internazionalisti. [Richiede] invece l'installazione spietata di personalità di leadership di mentalità nazionale con un senso interiore di responsabilità.
Ma questi fatti negano alla Repubblica l'indispensabile sostegno interno delle forze spirituali della nazione. E così gli odierni capi di Stato sono costretti a cercare appoggio tra coloro che traggono i benefici esclusivi dalla nuova formazione delle condizioni tedesche, e che per questo sono stati il motore della rivoluzione: gli ebrei. Anche se (come rivelano varie dichiarazioni delle personalità di spicco) i leader di oggi si sono pienamente resi conto del pericolo degli ebrei, essi (cercando il proprio vantaggio) hanno accettato il sostegno prontamente offerto dagli ebrei e hanno anche restituito il favore. E questo compenso consisteva non solo in ogni possibile favore dell'ebraismo, ma soprattutto nell'ostacolo alla lotta del popolo tradito contro i suoi frodatori, cioè nella repressione del movimento antisemita.
Rispettosamente,
Adolf Hitler"